# عزلة جبل خضراء (إب)

تعديل مصدري - تعديل

عزلة جبل خضراء هي إحدى عزل مديرية حبيش في محافظة إب اليمنية ويبلغ تعداد سكانها 9083 نسمة حسب التعداد السكاني في اليمن لعام 2004.

## روابط خارجية
- الجهاز المركزي للإحصاء بالجمهورية اليمنية
- المركز الوطني للمعلومات باليمن
- الدليل الشامل